# Jean de Plantavit de La Pause
Pour les articles homonymes, voir La Pause.
Jean de Plantavit de La Pause, né en 1579 et mort à Pézenas le 28 mai 1651, est évêque de Lodève (Hérault) en 1625, rebâtisseur de la cathédrale et des bâtiments canoniaux après leur saccage par les protestants, inhumé dans la cathédrale de Lodève.

## Ascendants
Comme beaucoup de familles nobles du Languedoc, les Plantavit se croyaient des origines italiennes. Ils descendraient des Strozzi, famille illustre de Toscane qui, alliée aux Médicis, donna des savants, des hommes d'État, des peintres, des poètes, et des sénateurs.
Decius Strozzi aurait pris le nom de sa mère Porcia Plantaviti, et abandonné sa patrie pour se fixer en France vers la fin du XIIIe siècle, où l'un de ses fils se serait établi dans les Cévennes pour former la branche des Plantavit de La Pause. Son frère créera la branche familiale des Plantavit de Margon. Mais cette ascendance italienne n'est pas prouvée, et mieux vaut considérer les Plantavit comme une famille originaire de Saint-Étienne-Vallée-Française, dans les Cévennes.

## Descendants
Les descendants de Decius occuperont de hautes charges dans l'armée sous les règnes de Charles VII, Louis XII, Charles VIII, etc.
La famille Plantavit embrassera la religion protestante, dominante dans les Cévennes, alors que Christophe de Plantavit de La Pause s'alliera avec une famille catholique en épousant Isabeau d'Assas, fille du seigneur de Marcassargues.

## Biographie
Jean de Plantavit de La Pause, fils de Christophe de Plantavit de La Pause et d'Isabeau d'Assas, né en 1579, est élevé dans la religion protestante, fait ses études au collège de Nîmes où il étudiera les langues anciennes, et promis au ministère évangélique, il étudiera l'hébreu. Docteur en théologie il est conféré à la faculté de Nîmes et désigné pour prêcher l'évangile aux réformés de l'église de Béziers.
Remarqué par ses dons d'orateur, le 8 septembre 1604, il célèbre publiquement dans le temple de Boujan-sur-Libron, village proche de Béziers, le culte de la vierge.  Sous l'influence de sa mère, il sera prêtre et partira pour Rome suivre des études de langues orientales. Le cardinal de Joyeuse, ambassadeur à Rome, le recommande à Marie de Médicis comme aumônier à la cour au moment où Henri IV venait d'être assassiné.
Élisabeth de France qui devient infante d’Espagne en 1615,  choisit Jean de Plantavit de La Pause pour grand aumônier.   En 1625, il est nommé évêque de Lodève (Hérault) et sacré le 18 octobre 1625 dans l'église Saint-Louis à Paris par François II de Harlay, archevêque de Rouen.  Il s’occupera de multiples activités pour donner du travail aux pauvres de la ville. Il est resté célèbre pour sa politique de « grands travaux » (reconstruction d'églises ruinées notamment),  son diocèse ayant été particulièrement touché par les guerres de Religion.  Il favorisera également  l'installation de nouveaux couvents (Recollets de Lodève).  Mais il fut surtout l'artisan infatigable de la restauration de la cathédrale Saint-Fulcran de Lodève, dont il finança sur sa cassette personnelle la reconstruction des voûtes de la nef, à l'identique de celles du XIVe siècle. Proscrit par Richelieu au moment de l’affaire de Montmorency, il se réfugie en Avignon et enfin absous, il regagne son siège épiscopal de Lodève.

## Publications
- Thesaurus synonimicus
- Florilegium biblicum
- Florilegium rabbinicum
- Chronologia praesulum Lodovensium